# Les Andelys
Les Andelys (AFI: /lezɑ̃ˈdli/) è un comune francese di 8 457 abitanti situato nel dipartimento dell'Eure nella regione della Normandia, sede di sottoprefettura.

## Società

### Evoluzione demografica
Abitanti censiti

## Amministrazione

### Gemellaggi
- Harsewinkel